# Дуа, Квадво
Квадво Антви Дуа (нем. Kwadwo Antwi Duah; родился 24 февраля 1997 года, Лондон, Великобритания) — швейцарский футболист, полузащитник болгарского клуба «Лудогорец» и сборной Швейцарии. Участник чемпионата Европы 2024.

## Клубная карьера
Несмотря на то, что родители футболиста — коренные ганцы, Дуа родился в Великобритании. В академию «Янг Бойз» пришёл в 11 лет. 30 июля 2016 года Квадво дебютировал в швейцарском чемпионате в поединке против «Лугано», выйдя на замену на 76-й минуте вместо Йорика Раве. Первый гол за клуб забил в матче первого круга Кубка Швейцарии с «Фельтхаймом», выйдя в стартовом составе и завершив разгром своей команды забитым мячом на 85-й минуте (матч закончился со счётом 0:6). В заключительной стадии Лиги Европы дебютировал 15 сентября в матче с «Олимпиакосом», выйдя на замену на 86-й минуте также вместо Йорика Раве. Первый гол в чемпионате забил 2 октября в матче с «Санкт-Галленом», заменив на 66-й минуте Михаэля Фрая и выведя свою команду вперёд (2:2).
17 февраля 2017 года перешёл в клуб Челлендж-лиги «Ксамакс» на правах аренды до конца сезона. Дебютировал 25 февраля в матче с «Вилем», заменив на 73-й минуте Фредерика Нимани. Первый гол забил 6 мая в матче четвёртого круга против «Виля», заменив на 85-й минуте Шарля-Андре Дудина и завершив разгром на 93-й добавленной минуте (0:4). Впервые в стартовом составе вышел 3 июня в последнем матче за клуб против «Арау», уступив место на поле на 56-й минуте Дудину.
По возвращении в Берн сразу был отдан в аренду в «Винтертур», выступавший в Челлендж-лиге. Дебютировал за клуб 22 июля в матче с «Воленом», выйдя в стартовом составе. Первый гол забил 26 августа в матче с «Вилем», заменив Мануэля Зуттера на 79-й минуте и установив окончательный счёт на 93-й добавленной минуте (0:2). 23 октября в матче с «Арау» оформил первый в профессиональной карьере дубль, выйдя в стартовом составе и забив первый и третий гол своей команды (3:3).
Перед началом сезона 2018/19 Дуа в очередной раз был отдан в аренду в клуб второго дивизиона — на этот раз в «Серветт». Пропустив большую часть первой половины чемпионата из-за травмы, нападающий дебютировал за клуб только 27 октября в матче с «Кринсом», заменив на 82-й минуте Салли Сарра. Первый гол забил 2 февраля 2019 года в матче с «Вадуцем», заменив на 84-й минуте Тимоте Конья и спустя минуту забив второй гол своей команды (2:0).
1 июля 2019 года перешёл в клуб «Виль». Дебютировал 20 июля в матче с «Кьяссо», выйдя в стартовом составе и забив победный гол (0:1). 9 ноября в домашней игре с «Кьяссо» за 17 минут получил две жёлтые карточки в первый раз в профессиональной карьере. В конце сезона на протяжении пяти матчей подряд не уходил с поля без голевых действий; начал серию забив гол и отдав голевую передачу на Юлиана фон Мооса в гостевом матче с «Винтертуром» и закончил оформив дубль в гостевом матче с «Лозанной».
14 августа 2020 года перешёл в клуб «Санкт-Галлен». Дебютировал 20 сентября в домашней встрече со «Сьоном», заменив в перерыве Виктора Руиса. Первый гол забил 4 октября в домашнем матче с «Серветтом», выйдя в стартовом составе и замкнув головой подачу Жорди Квинтиллы со штрафного. Всего за клуб сыграл 76 матчей, в которых забил 28 голов.
24 июня 2022 года за 700 тысяч евро перешёл в клуб Второй Бундеслиги «Нюрнберг». Дебютировал 16 июля в гостевом матче с «Санкт-Паули», выйдя в стартовом составе. Зимой 2023 года сообщалось об интересе к игроку со стороны «ЦСКА»: московский клуб предлагал аренду с правом выкупа за 1 миллион евро.

## Карьера в сборной
Игрок юношеских сборных Швейцарии до 18 и 19 лет. Принимал участие в отборочных частях к юношеским чемпионатам Европы, однако в финальную стадию вместе со сборной не выходил. За первую сборную дебютировал 4 июня 2024 года в товарищеском матче против сборной Эстонии, выйдя в стартовом составе. 7 июня попал в заявку швейцарцев на Евро 2024. На турнире дебютировал 15 июня в первом матче группового этапа против сборной Венгрии, выйдя в старте и забив первый гол за сборную.

## Личная жизнь
Родился в Лондоне, в Швейцарию переехал в детстве. Ганского происхождения, поэтому имеет двойное гражданство Ганы и Швейцарии.